# 金斯蘭 (阿肯色州)
金斯蘭（英語：Kingsland）是一個位於美國阿肯色州克里夫蘭縣的城市。

## 地理
金斯蘭的座標為33°51′41″N 92°17′39″W / 33.86139°N 92.29417°W，而該地的平均海拔高度為66米（即217英尺）。

## 人口
根據2020年美國人口普查的數據，金斯蘭的面積為2.91平方千米，當中陸地面積為2.91平方千米，而水域面積為0.00平方千米。當地共有人口347人，而人口密度為每平方千米119人。